# 1404 Ајакс
1404 Ајакс (енгл. 1404 Ajax) је Јупитеров тројански астероид са пречником од приближно 81,69 .
Афел астероида је на удаљености од 5,906 астрономских јединица (АЈ) од Сунца, а перихел на 4,694 АЈ.
Ексцентрицитет орбите износи 0,114, инклинација (нагиб) орбите у односу на раван еклиптике 18,011 степени, а орбитални период износи 4457,481 дана (12,203 године).
Апсолутна магнитуда астероида је 9,00 а геометријски албедо 0,066.
Астероид је откривен 17. августа 1936. године.